# Parapurcellia silvicola
Parapurcellia silvicola is een hooiwagen uit de familie Pettalidae.